# Нехворощанка
Нехворо́щанка (Нехворо́ща) — річка в Україні, в межах Машівського і Новосанжарського районів Полтавської області. Права притока Орелі (сточище Дніпра).

## Опис
Довжина річки 21 км (за іншими даними — 17 км), площа басейну 100 км². Долина здебільшого глибока, порізана балками і ярами. Річище слабозвивисте (в середній течії більш звивисте). Споруджено кілька ставків.

## Розташування
Нехворощанка бере початок на південний захід від села Первомайського. Тече переважно на південь (частково на південний захід), у пригирловій частині повертає на схід. Впадає до Орелі в південно-східній частині села Нехворощі.
Річка протікає через села: Свистунівка, Мала Нехвороща і Нехвороща.